# گزلی (ازبکستان)
گَزلی (به ازبکی:‌ Gazli، گزلی) شهری در ازبکستان است که در ولایت بخارا واقع شده‌است.